# Marmota caudata
La marmota de cola larga (Marmota caudata) o marmota dorada, es una especie de roedor de la familia Sciuridae.

## Distribución geográfica
Se encuentran en Afganistán,  China, India, Kazajistán, Kirguistán, Pakistán,  Tayikistán, y Uzbekistán.

## Hábitat
Su hábitat natural son: pastizales templados. 